# ФК Карпи 1909
ФК Карпи 1909 е италиански футболен отбор от град Карпи, Емилия-Романя. Играе в Серия Б.

## История

### АК Карпи 1909 (1909 – 2000)
Клубът е основан през лятото на 1909 г. от Адолфо Фанкони. Играе във второто ниво на италианския футбол за три сезона от 1919 – 20 до 1921 – 22. След това е редовен участник в Серия Ц и Серия Д. През 2000 г. отборът прекратява дейност и обявява банкрут.

### ФК Карпи 1909 (след 2000 г.)
През 2000 г. клуба стартира от най-ниското ниво в италианското първенство. През 2002 г. успява да се класира за Серия Д. След успешна игра отбора успява за четири сезона да се класира в по-горна дивизия. Така в сезон 2012 – 13 Карпи се класират отново във второто ниво на италианския футбол – Серия Б, отстранявайки Лече на плейоф.

## Успехи
- Лига Про Втора дивизия – 2011

## Български футболисти
- Радослав Кирилов: 2013-2014 (наем) - (8 мача - 0 гола)